# Чептура
Чептура (рум. Ceptura) — комуна у повіті Прахова в Румунії. До складу комуни входять такі села (дані про населення за 2002 рік):
- Малу-Рошу (256 осіб)
- Ротарі (897 осіб)
- Чептура-де-Жос (2518 осіб) — адміністративний центр комуни
- Чептура-де-Сус (715 осіб)
- Шоймешть (918 осіб)

Комуна розташована на відстані 67 км на північ від Бухареста, 25 км на схід від Плоєшті, 140 км на захід від Галаца, 90 км на південний схід від Брашова.

## Населення
За даними перепису населення 2002 року у комуні проживали 5304 особи.
Національний склад населення комуни:
| Національність | Кількість осіб | Відсоток |
| -------------- | -------------- | -------- |
| румуни         | 5298           | 99,9%    |
| угорці         | 2              | < 0,1%   |
| турки          | 1              | < 0,1%   |

Рідною мовою назвали:
| Мова      | Кількість осіб | Відсоток |
| --------- | -------------- | -------- |
| румунська | 5300           | 99,9%    |
| угорська  | 2              | < 0,1%   |
| турецька  | 1              | < 0,1%   |

Склад населення комуни за віросповіданням:
| Релігія                                       | Кількість осіб | Відсоток |
| --------------------------------------------- | -------------- | -------- |
| православні                                   | 5117           | 96,5%    |
| адвентисти                                    | 90             | 1,7%     |
| п'ятдесятники                                 | 50             | 0,9%     |
| бретрени                                      | 9              | 0,2%     |
| лютерани                                      | 9              | 0,2%     |
| не релігійні                                  | 7              | 0,1%     |
| атеїсти                                       | 7              | 0,1%     |
| баптисти                                      | 5              | 0,1%     |
| римо-католики                                 | 2              | < 0,1%   |
| мусульмани                                    | 1              | < 0,1%   |
| лютерани (Синодально-пресвітеріанська церква) | 1              | < 0,1%   |
| не вказали релігію                            | 6              | 0,1%     |

## Зовнішні посилання
- Дані про комуну Чептура на сайті Ghidul Primăriilor [Архівовано 22 серпня 2009 у Wayback Machine.]